# Siphon

Nguyên lý siphon

Hình 2 - Trong siphon giọt nước bay, sức căng bề mặt kéo dòng chất lỏng thành những giọt riêng biệt trong một bình chức kín, đầy khí. Nó cũng cho thấy rằng ảnh hưởng của áp suất khí quyển đường vào không bị loại bỏ bởi áp suất khí quyển cân bằng ở đường ra.

Siphon (/ˈsaɪfən/ SY-fən; từ tiếng Hy Lạp cổ: σίφων "ống", cũng có khi viết là syphon hoặc phiên âm thành xi-phông) được dùng để chỉ nhiều thiết bị khác nhau có liên quan đền dòng chảy chất lỏng qua ống. Trong một ngữ nghĩa hẹp, từ này để chỉ rõ một ống có hình dạng chữ 'U' ngược, làm cho chất lỏng chảy lên cao hơn bề mặt của bình chứa mà không cần bơm, nhưng được cấp lực bằng sự rơi xuống của chất lỏng khi nó chảy xuống dưới lực kéo của trọng lực, sau đó xả ra ở một mực chất lỏng thấp hơn bề mặt của bình chứa mà từ đó nó đã chảy xuống.

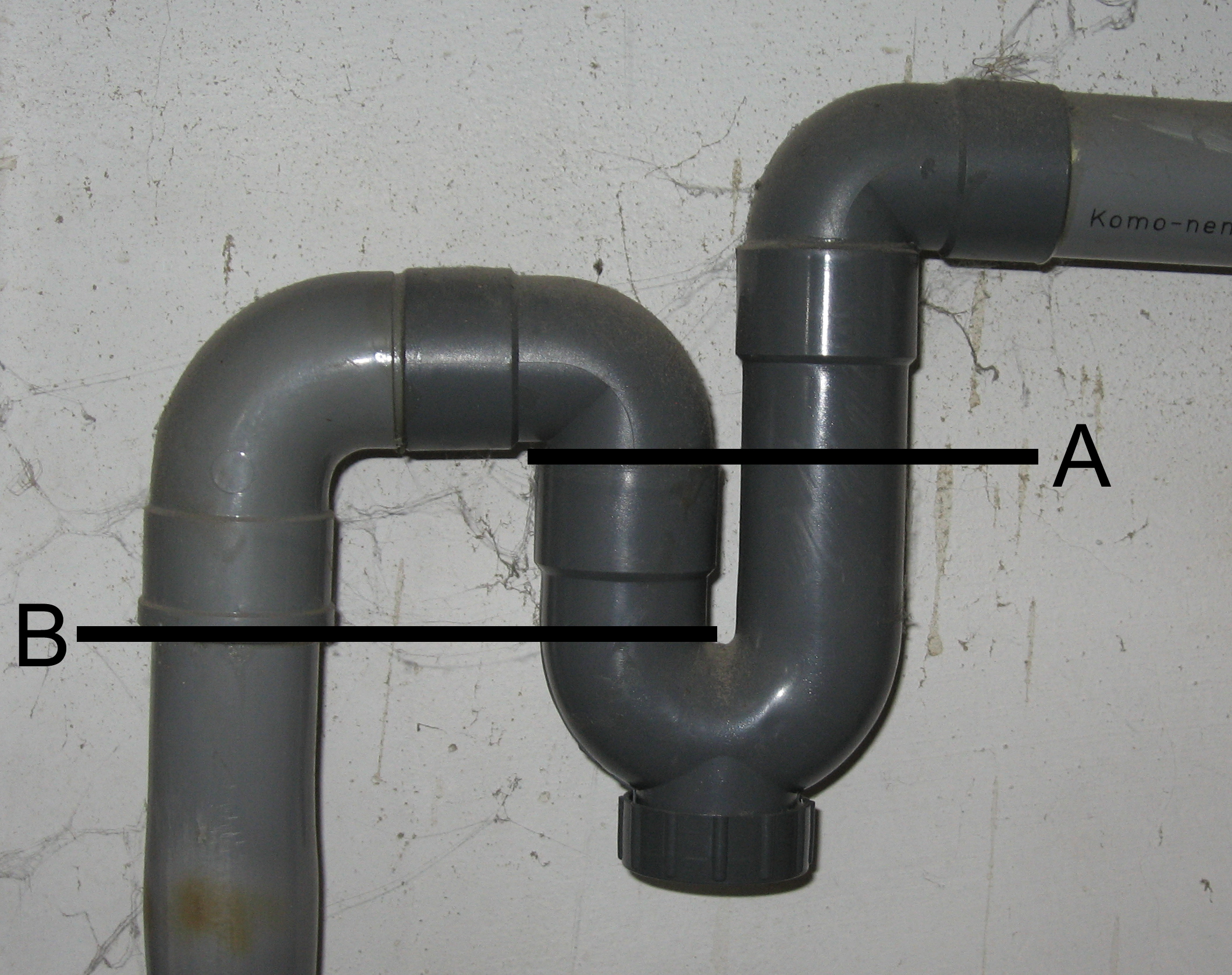
Ống xi phông ngược (dưới đường A) được lắp dưới một bồn rửa để ngăn khí hôi từ ống cống và côn trùng

Có 2 lý thuyết chính về làm thế nào mà các siphon có thể làm chất lỏng chảy ngược lên, chống lại trọng lực mà không cần bơm, và được cấp lực chỉ bởi trọng lực. Lý thuyết truyền thống trong nhiều thế kỷ cho rằng trọng lực đã kéo chất lỏng xuống ở ngã ra của siphon đẫn đến sự giảm áp suất ở đỉnh của siphon. Do đó, áp suất khí quyển có thể đẩy chất lỏng từ bình chứa cao hơn, chảy lên chỗ giảm áp ở đỉnh của siphon, giống như trong một áp kế hoặc ống hút, và cứ thế. Tuy nhiên, nó đã được chứng minh rằng siphon có thể hoạt động trong chân không và đến được những độ cao vượt qua độ cao khí áp kế của chất lỏng. Vì vậy, lý thuyết về ứng suất liên kết của hoạt động siphon đã được ủng hộ, cho rằng chất lỏng bị kéo trong siphon tương tự như mô hình dây xích. Không cần phải một trong hai lý thuyết phải đúng, nhưng cả hai lý thuyết đều đúng trong các trường hợp áp suất môi trường khác nhau. Lý thuyết về áp suất khí quyển với trọng lực rõ ràng không thể giải thích trường hợp siphon trong chân không, nơi mà không có áp suất khí quyển đáng kể. Nhưng lý thuyết về ứng suất liên kết với trọng lực lại không thể giải thích trong trường hợp siphon khí CO2, siphon tạo ra những bong bóng, và những siphon phun từng giọt, vì các chất khí không gây ra lực kéo đáng kể và các chất lỏng không gắn kết nên không thể tạo ra ứng suất liên kết cố định.
Tất cả các lý thuyết đã công bố trong thời hiện đại đều công nhận phương trình Bernoulli là một phương trình gần đúng trong trường hợp hệ thống siphon lý tưởng không ma sát.

## Lịch sử
Những bức phù điêu của người Ai Cập từ 1500 TCN mô tả những siphon được sử dụng để chiết xuất chất lỏng từ những bình chứa lớn.
Có bằng chứng vật lý của việc sử dụng ống siphon của các kỹ sư Hy Lạp trong thế kỷ thứ 3 TCN ở Pergamon.
Hero xứ Alexandria đã viết rất nhiều về siphon trong bài luận Pneumatica.
Anh em Banu Musa trong thế kỷ thứ 9 ở Baghdad đã phát minh ra một siphon đôi-đồng tâm, mà họ đã mô tả trong cuốn Sách của Những thiết bị Tinh xảo của mình. Phiên bản do Hill biên soạn bao gồm một phân tích về siphon đôi-đồng tâm.